# 멜로홀릭
《멜로홀릭》은 2017년 11월 6일부터 2017년 12월 5일까지 OCN에서 방영된 드라마이다.

## 등장 인물

### 주요 인물
- 정윤호 : 유은호 역
- 경수진 : 한예리 (아역 : 엄서현) / 한주리 역

### 유은호의 주변 인물
- 최대철 : 김주승 역
- 안솔빈 : 김민정 역
- 한은성 : 이유식 역

### 한예리의 주변 인물
- 고민시 : 주여진 역
- 한주완 : 김선호 / 책방 남자 (3년 전 사건 진범) 역

### 한주리의 주변 인물
- 김민규 : 유병철 역

### 그 외 인물
- 이유준 : 김순경 역
- 이충훈
- 신민철
- 이수미 : 백설아 역
- 김민기 : 김원석 역
- 이진권
- 이달
- 하시은
- 방수진

### 특별 출연
- 공승연 : 간호사 역
- 전세현 : 박교수 역
- 클라라 : 급식사 역
- 김기두 : 바바리맨 역

## 촬영지
- 덕성여자대학교
- 곱창전골
- 하늘공원
- 장안대학교
- 벽초지문화수목원
- 퍼스트 가든
- 건국대학교
- 서울시립대학교
- 정동진 라라무리
- 한미서점
- 하슬라 아트월드

## 같이 보기
- 웹툰을 원작으로 삼은 드라마 목록